# Tomoplagia arsinoe
Tomoplagia arsinoe är en tvåvingeart som beskrevs av Erich Martin Hering 1942. Tomoplagia arsinoe ingår i släktet Tomoplagia och familjen borrflugor.
Artens utbredningsområde är Colombia. Inga underarter finns listade i Catalogue of Life.